# Telewizja Republika Plus
Telewizja Republika Plus (też: TV Republika Plus, Republika +, Republika Plus) – polski kanał telewizyjny o profilu uniwersalnym uruchomiony 8 sierpnia 2024 roku. Nadawcą stacji jest spółka Telewizja Republika S.A.

## Historia
7 sierpnia 2024 roku Tomasz Sakiewicz, redaktor naczelny Telewizji Republika, i Jarosław Olechowski, szef wydawców stacji, zapowiedzieli w mediach społecznościowych start drugiego kanału z rodziny Republika.
8 sierpnia 2024 roku na serwisie internetowym YouTube wystartowała emisja na żywo TV Republiki Plus, 9 sierpnia nowy kanał pojawił się na MUX-L2 telewizji naziemnej, zastępując emitowaną do tej pory informacyjno-publicystyczną Republikę (jednak później przywrócono emisję informacyjno-publicystycznej Republiki na MUX-L2, zachowując przy tym równoległą emisję Telewizji Republika Plus). W połowie marca 2025 zakończono emisję Telewizji Republika Plus na MUX-L2.
Od 12 września 2024 roku TV Republika Plus znalazła się w ofercie MagentaTV, usługi telewizyjnej operatora T-Mobile.
27 września 2024 roku na Republice Plus obyła się transmisja walk gali „Strife MMA 10” rozgrywających się w Puławach.
TV Republika Plus podczas niektórych pasm publicystycznych Republiki emituje powtórki programów, takich jak „Miłosz Kłeczek. W Ruchu” czy „Hity w sieci”. Obie telewizje częściowo emitują wspólny program, np. serwisy „Express Republiki” czy „Dzisiaj”. W części rozłącznej, drugi kanał Republiki pokazuje m.in. programy kulturalne, filmowe czy rozmowy. Są to przede wszystkim powtórki z głównej anteny. Powtarzane są też filmy dokumentalne oraz treści poranne zarejestrowane przy okazji porannego programu. Stacja zaczęła również emitować polskie bajki, takie jak „Porwanie Baltazara Gąbki”, „Bolek i Lolek”, „Reksio”.
W formacie stacji znajdują się też takie programy jak „Na pomoc!”, „Za Siódmą Górą”, „Smaki Polski” i „Beauty Box – Sekrety urody”.
22 kwietnia 2025 roku Krajowa Rada Radiofonii i Telewizji przyznała spółce Telewizja Republika S.A. koncesję na nadawanie satelitarne programu Republika Plus.